# Mansion House

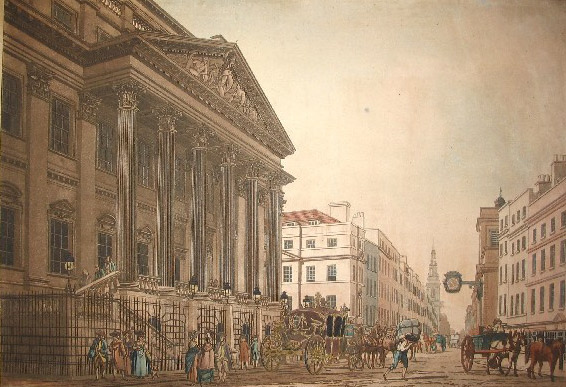
Mansion House na malbě Thomase Maltona z roku 1793

Mansion House je oficiálním sídlem starosty City of London. Slouží jako místo konání mnoha oficiálních událostí, jako je například každoroční projev ministra financí o stavu britské ekonomiky. Mansion House se nachází v srdci londýnského City na křižovatce ulic Queen Victoria Street, Poultry, Princess Street a Threadneedle Street.
Stavba vznikla v letech 1739–1752 podle návrhu architekta Georga Dance staršího na místě dřívějšího zelinářského trhu.

## Dopravní spojení
V blízkosti se nacházejí tyto stanice londýnského metra:
- Bank a Monument (Central, Northern, Waterloo & City Line a Docklands Light Railway z Bank a Circle a District Line z Monument)
- Mansion House (Circle a District Line)